# Does It Offend You, Yeah?
I Does It Offend You, Yeah? sono un gruppo musicale rock elettronico britannico formato a Reading, Berkshire.
Il gruppo è attualmente composto da James Rushet (voce e tastiera), Matt Derham (chitarra), Dan Coop (sintetizzatore) e Rob Bloomfield (batteria). La particolarità del gruppo sta nelle esibizioni dal vivo forti, aspre, accompagnate spesso dalla distruzione degli strumenti.

## Storia del gruppo
Il gruppo si formò nel 2006 a Reading da James Rushent e da Dan Coop, a cui successivamente si aggregarono Rob Bloomfield e Morgan Quaintance. Il nome del gruppo fu deciso da Rushent e Coop mentre stavano guardando un episodio di The Office alla televisione:
(Dan Coop)
 Nel corso del 2007 i Does It Offend You, Yeah? hanno realizzato e pubblicato i singoli Weird Science e Let's Make Out, quest'ultimo realizzato con la partecipazione vocale di Sebastien Grainger dei Death from Above 1979. Nell'anno successivo il gruppo si è esibito ai NME Awards eseguendo una reinterpretazione del brano Whip It dei Devo, versione successivamente inclusa nella raccolta del NME del 27 febbraio 2008. Il 24 marzo dello stesso anno è stato pubblicato l'album d'esordio You Have No Idea What You're Getting Yourself Into, anticipato a febbraio dal singolo We Are Rockstars.

Il 6 aprile 2009 Quaintance ha abbandonato il gruppo a causa dello scarso controllo creativo che aveva in esso, dedicando quindi i suoi sforzi nei Plugs:
 A sostituirlo è stato Matty Derham dei Fields; nello stesso periodo è entrata in formazione la bassista Chloe Duveaux, proveniente dagli Elle Milano, ricoprendo il ruolo precedentemente occupato da Rushent, il quale è divenuto il secondo tastierista. Con questa nuova formazione, nel 2011 i Does It Offend You, Yeah? hanno pubblicato il secondo album Don't Say We Didn't Warn You, da cui furono estratti i singoli The Monkeys Are Coming, Pull Out My Insides e Wondering. Dopo una tournée europea
Il 25 aprile 2012 il gruppo ha annunciato la decisione di prendere una pausa a tempo indeterminato, interrotta verso la fine del 2015 con un concerto speciale all'Electric Ballroom di Londra (durante il quale la bassista Chloe Duveaux non è stata presente) e l'annuncio dell'EP How to Kiss a Dragon and Walk Away from It per gli inizi del 2016.
Nel marzo 2016 è stato rivelato il cambio di nome dell'EP in We Do Our Own Stunts, il quale è divenuto successivamente un vero e proprio album con la diffusione di un trailer sul loro canale YouTube nel settembre 2021.

## Stile musicale
Il gruppo è stato accostato ad artisti della scena dance come Daft Punk, Justice e Digitalism e ad altri come Rage Against the Machine; la rivista britannica NME li ha paragonati ai Muse.

## Formazione
Ultima
- James Rushent – voce (2006-2012, 2015, 2021-presente), basso (2006-2009), sintetizzatore (2009-2012, 2015, 2021-presente)
- Dan Coop – sintetizzatore (2006-2012, 2015, 2021-presente)
- Rob "Bobby" Bloomfield – batteria (2007-2012, 2015, 2021-presente)
- Matty Derham – chitarra (2009-2012, 2015, 2021-presente)

Turnisti
- Steve Muncaster – batteria (2022)

Ex componenti
- Morgan Quaintance – chitarra, sintetizzatore, voce (2007-2009)
- Chloe Duveaux – basso (2009-2012)

## Discografia

### Album in studio
- 2008 – You Have No Idea What You're Getting Yourself Into
- 2011 – Don't Say We Didn't Warn You

### Extended play
- 2008 – Live @ the Fez
- 2008 – iTunes Live: London Festival '08
- 2008 – Live at Lollapalooza

### Singoli
- 2007 – Weird Science
- 2007 – Let's Make Out
- 2008 – We Are Rockstars
- 2008 – Epic Last Song
- 2008 – Dawn of the Dead
- 2011 – The Monkeys Are Coming
- 2011 – Pull Out My Insides
- 2011 – Wondering
- 2022 – Guess Who Just Rolled Back into Town
- 2022 – All the Same

### Remix
- Bloc Party – The Prayer
- Muse – Map of the Problematique
- 50 Cent – Do You Think About Me
- dan le sac vs Scroobius Pip – Cauliflower
- The Raconteurs – Steady, As She Goes
- The White Stripes – Fell in Love with a Girl
- Hadouken! – Crank It Up
- The Faint – The Geeks Were Right
- Air Traffic – Charlotte
- Muse - Uprising
- Linkin Park – The Catalyst
- Natalia Kills – Zombie
- Escape the Fate – Issues
- The Naked and Famous – Does Being Famous Offend Nudes (Punching in a Dream Remix)

## Videografia

### Video musicali
- 2007 – Let's Make Out
- 2008 – We Are Rockstars
- 2008 – Epic Last Song
- 2008 – Dawn of the Dead
- 2010 – We Are the Dead
- 2011 – The Monkeys Are Coming
- 2011 – Pull Out My Insides